# 阿达纳石桥
石桥（義大利語：Ponte in pietra），历史上使用的名称包括萨罗斯桥、查士丁尼桥、瓦利德桥，是土耳其阿达纳一座横跨塞伊汉河的罗马桥梁。这座桥可能建于公元二世纪上半叶。这座桥是从地中海到安纳托利亚和波斯的古代贸易路线中的关键一环。在2007年关闭之前，它曾是世界上最古老的向机动车辆开放的桥梁之一。自2007年起，该桥禁止机动车通行，改为步行桥。现在在此举办社会和文化活动。

## 历史
赫梯国王哈图西里一世（约前1650年—约前1620年在位）在前往叙利亚的军事行动途中，在阿达纳修建了一座桥，目前尚不清楚这是否是阿达纳横跨塞伊汉河（当时称为萨鲁河）的第一座桥。
1852-1853年，维克多·朗格洛伊斯（Victor Langlois）访问阿达纳，他认为现在的大桥是由皇帝哈德良（117年至138年在位）修建的，他从公元120年至135年穿越安纳托利亚，在许多地方修建建筑。朗格洛伊斯报告说，直到他来访的二十年前，这座桥上一直刻有哈德良的名字。
有人认为，这座桥的建造可以追溯到公元4世纪晚期的一位名叫奥克森提乌斯（Auxentius）的罗马建筑师，他于公元384年在罗马也建造了一座桥。其依据是一段希腊文铭文，刻在原来阿达纳希腊教堂的祭坛上，现在被阿达纳考古博物馆收藏。12行铭文写在一块高122厘米、宽93厘米、厚12厘米的石板上。然而，一份完整的阅读资料似乎将这段铭文与一条为水车供水的渡槽联系起来，而不是与桥梁的建造联系起来。。
历史学家普罗科匹厄斯的《查士丁尼的建筑》写于公元557年左右，其中记载查士丁尼一世（527-565年在位）下令重建大桥。

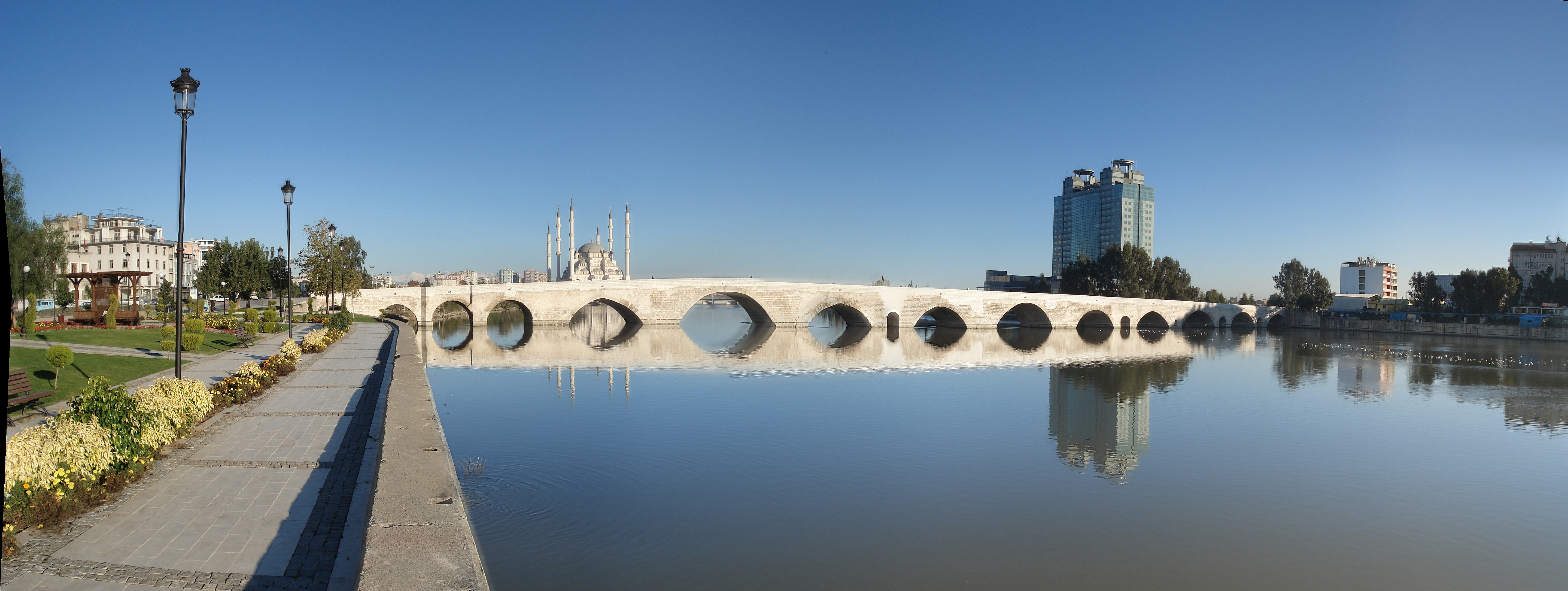
石桥全景

## 建筑
该桥主要使用石灰华、大理石建造，东段带有许多原始建筑的标志。这座桥目前的长度为310米，共有21个拱。桥面由鹅卵石铺设，宽度为11.4米，包括人行道。桥上的雕塑装饰包括第11座拱门北侧的狮子浮雕，以及各种星形和新月形艺术品。

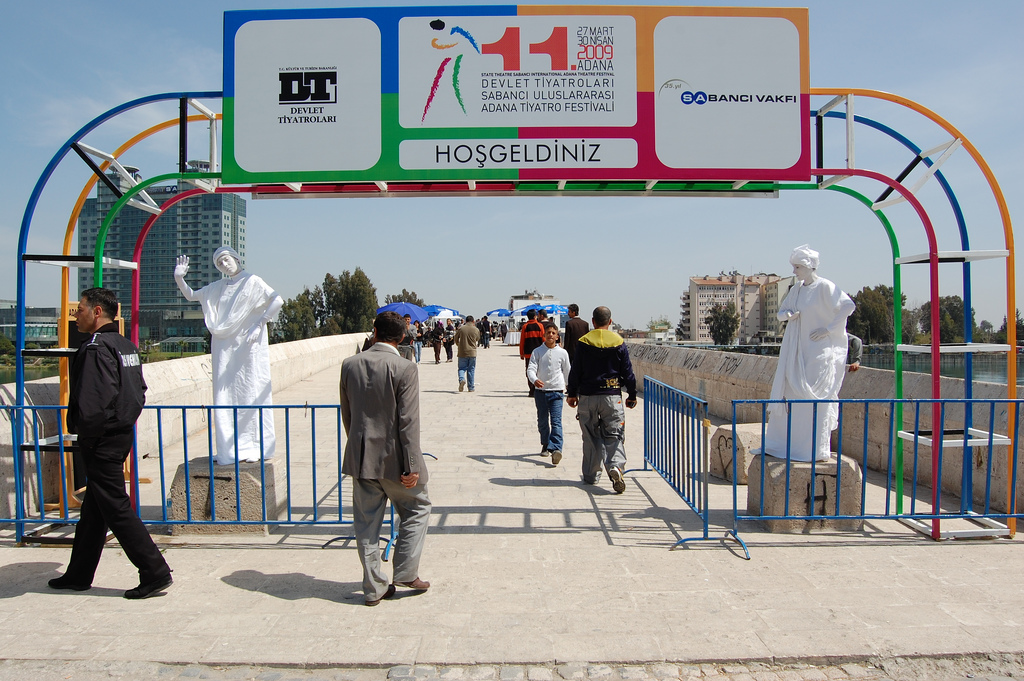
Taşköprü hosting the opening ceremony of the Sabancı Theater Festival in spring 2009

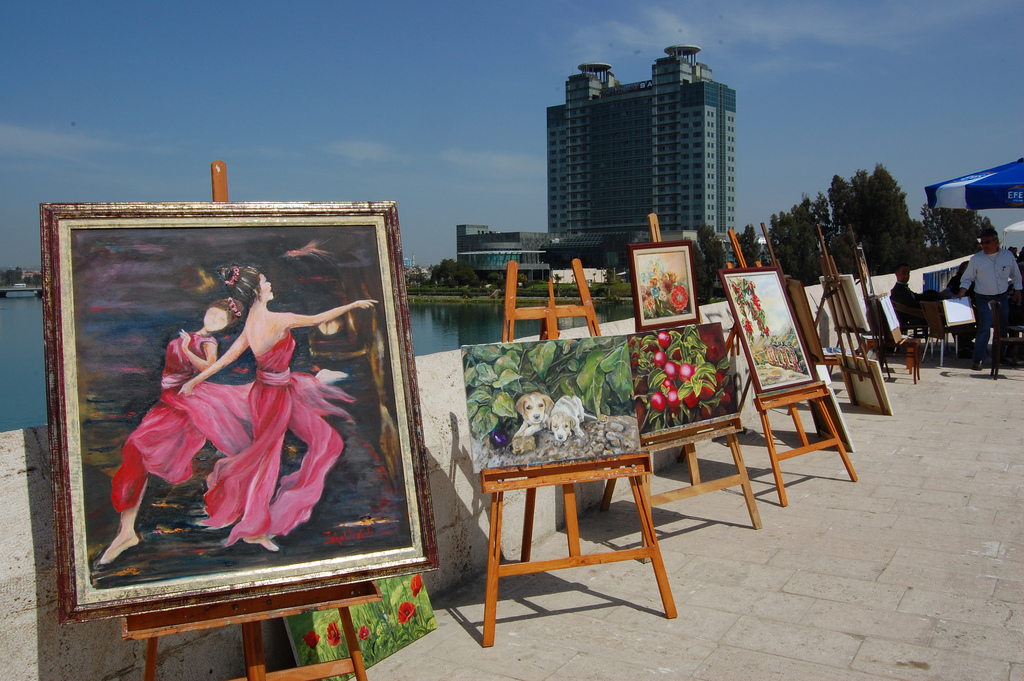
An art exhibition on Taşköprü during the Sabancı Theatre Festival